# Gerhard Donhauser
Gerhard Donhauser (* 30. Juni 1969 in Wien) ist ein österreichischer Philosoph und Jurist, Hochschullehrer und Autor.

## Leben
Nach Diplomstudien der Rechtswissenschaften, Philosophie und Literaturwissenschaft sowie Geschichte und Politikwissenschaft an den Universitäten Wien, Salzburg und Innsbruck promovierte Donhauser in den Fächern Rechtswissenschaften, Philosophie und Geschichte (Dr. iur., Dr. phil., Dr. phil.). 2014 habilitierte er sich für Philosophie (als Privatdozent; Schwerpunkte in den Bereichen Politische Philosophie und Rechtsphilosophie). Er lehrt an den Universitäten Klagenfurt und Wien und forscht unter anderem am Hans Kelsen-Institut (Wien). Donhauser publiziert und forscht vor allem zu den Bereichen Rechtstheorie, Erkenntnistheorie, Verhältnis von Philosophie zu Wissenschaft, Literaturtheorie und philosophische Hermeneutik sowie feministische Theorie. Unter dem Pseudonym Oscar Spiegel hat er einen Roman veröffentlicht.
Donhauser ist verheiratet.

## Forschungsschwerpunkte
Ein Fokus von Donhausers Publikations- und Forschungstätigkeit liegt auf Fragen, ob und auf welche Weise die Geltung rechtlicher Normen rational begründet werden könne und wie dies im Verhältnis zu politischer Macht zu denken sei. Damit verbunden stellt er sich erkenntnis- und deutungstheoretische Fragen, nicht zuletzt im Blick darauf, was genau der Inhalt einer Norm sei, wer darüber entscheide, welche Interpretationsvariante als gerichtsverbindlich gelten könne und welche Diskursstrategien dafür eine Rolle spielten. Einen anderen thematischen Schwerpunkt bildet für ihn die Frage nach den Möglichkeiten von Freiheit bzw. Autonomie des Individuums. Aktuell würden diese Möglichkeiten einerseits durch bestimmte Formen der Diskussion um neurobiologische Determinierung menschlicher Existenz, andererseits durch polizeistaatliche Entwicklungen im Kontext des sogenannten Kampfes gegen den Terror massiv bedroht.

## Publikationen (Auswahl)
- 2001: Kunst – Erkenntnis – Deutung. Eine philosophische Annäherung. Wien, WUV: ISBN 978-3-85114-618-9
- 2002: Vom „Machen“ und „Deuten“. Aspekte der „Kunstgenese“ aus zeichenphilosophischer und begriffskritischer Perspektive, in: Bernard, Jeff et al. (Hg.), Form–Struktur–Komposition. Pragmatik & Rezeption (= Semiotische Berichte 26, 1–4/2002), 15–29. ISSN 0254-9271
- 2006: Meinungsfreiheit ohne Grenzen? Die wichtigsten gesetzlichen Regelungen der Glaubens- und Gewissensfreiheit in Schulen, in: Praxis der professionellen Schulleitung 40, 1–30. Wien, Raabe-ÖBV: ISBN 3-225-00101-5
- 2012: Vorwissenschaftliche Arbeit (gemeinsam mit Thomas Jaretz). Wien, ÖBV: ISBN 978-3-209-07408-9
- 2013: Türhüter. Wie Recht wird, was es ist. Wien, new academic press: ISBN 978-3-7003-1855-2
- 2013: Freiheit im Rechtsstaat. Zentrale Themen, Perspektiven und Grenzen von Kelsens Demokratiekonzept, in: Jabloner, Clemens et al. (Hg.): Gedenkschrift für Robert Walter, 101–122. Wien, Manz: ISBN 978-3-214-00453-8
- 2013: Das Konzept des Atheismus. Kelsen und Mauthner, in: Jabloner, Clemens/Olechowski, Thomas/Zeleny, Klaus (Hg.): Secular Religion. Rezeption und Kritik von Hans Kelsens Auseinandersetzung mit Religion und Wissenschaft (= Bd. 34 der Schriftenreihe des Hans-Kelsen-Instituts), 145 – 164. Wien, Manz: ISBN 978-3-214-14755-6
- 2013: Freundschaften. Roman (unter dem Pseudonym Oscar Spiegel). Münster, Monsenstein & Vannerdat: ISBN 978-3-95645-008-2
- 2014: Die neuzeitliche Aufwertung des Kausalitätsprinzips. In: Olechowski, Thomas/Aliprantes, Niketas (Hg.): Hans Kelsen zum Gedenken. Internationaler Kongress zum 40. Todestag, 169–178. Wien, Manz: ISBN 978-3-214-14757-0
- 2015: Angst und Schrecken. Beobachtungen auf dem Weg vom Ausnahmezustand zum Polizeistaat in Europa und den USA. Wien, new academic press: ISBN 978-3-7003-1863-7
- 2015: Psychologie und Philosophie. Wien, ÖBV: ISBN 978-3-209-08356-2
- 2016: Wer hat Recht? Eine Einführung in die Rechtsphilosophie. Wien, new academic press: ISBN 978-3-7003-1856-9
- 2019: Das kälteste aller kalten Ungeheuer Vom Staat und seinen Krisen. Wien, new academic press: ISBN 978-3-7003-2082-1
- 2019: Nomos or Law? Hans Kelsen's Criticism of Carl Schmitt's Metaphysics of Law and Politics. In: Langford, Peter/Bryan, Ian/McGarry, John (eds.), Hans Kelsen and the Natural Law Tradition. 372 – 398. Leiden, Brill: ISBN 978-90-04-39038-6

## Auszeichnungen
- Würdigungspreis 1998 des Bundesministers für Wissenschaft und Verkehr in Anerkennung hervorragender Studienleistungen
- Abschluss der Diplomstudien aus Philosophie, Geschichte/Politikwissenschaft mit Auszeichnung
- Abschluss der Doktoratsstudien aus Rechtswissenschaften, Geschichte und Philosophie mit Auszeichnung